# Streptomycin
Streptomycin je druh antibiotika patřící do skupiny aminoglykosidů.
Streptomycin se váže na ribozom bakterie a vede k tomu, že jsou vkládány nesprávné aminokyseliny do buněčné stěny bakterie. Užívá se zejména jako antituberkulotikum - pro léčbu tuberkulózy. Získává se z bakterie Streptomyces griseus a používá se pro něj zkratka STR či STM.

## Historie
Poprvé byl izolován 19. října 1943 studentem Albertem Schatzem v laboratoří na Rutgers University. Streptomycin bylo první antibiotikum, které bylo možné použít pro léčbu tuberkulózy. K pacientům se poprvé dostalo v roce 1947. Nobelovu cenu za jeho objev dostal roku 1952 Schatzův profesor Selman Waksman.